# 北原勉
北原 勉（きたはら つとむ、1980年6月11日 - ）は、日本のバレーボール指導者。

## 来歴
東京都あきる野市出身。
東海大学菅生高等学校から東海大学体育学部に進学。大学3年生まで選手として活動し、4年生で学生コーチとなった。
大学卒業後、青年海外協力隊に参加。エチオピアに派遣され、ジュニア代表コーチを経て代表チームの監督を務めた。
帰国後は日本オリンピック委員会に所属し、ナショナルトレーニングセンターの立ち上げに携わる。
2010年、JTマーヴェラスのコーチに就任。
2015年、新設実業団チームのプレステージ・インターナショナルアランマーレ（アランマーレ山形）の監督に就任した。同年Vリーグに準加盟し、V・チャレンジリーグIIに参入。2018年からはV.LEAGUE Division2（V2）に参戦した。
2022-23シーズンでV2初優勝を果たし、V・チャレンジマッチに進出。ヴィクトリーナ姫路に2連勝でV1昇格を果たした。
2023-24シーズンでV1初参戦も22戦未勝利で終え、SVリーグとなった2024-25シーズン9戦目でトップリーグ初勝利を挙げた。

## 人物
大型自動車免許を所持し、練習に向かう際のバスを自ら運転している。

## 所属チーム
- エチオピア男子代表 監督・U18エチオピア女子代表 コーチ
- JTマーヴェラス コーチ（2010-2015年）
  - U17・18日本女子代表 コーチ（2012-2015年）
- アランマーレ山形 監督（2015年-）